# Stosunki Polski z Regionem Kurdystanu

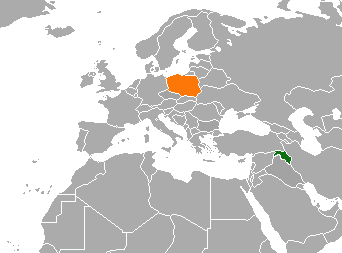

Stosunki między Polską a autonomicznym regionem irackiego Kurdystanu obejmują kontakty polityczne, współpracę w sferze gospodarki, edukacji, nauki i kultury oraz pomoc humanitarną.
W 2004 roku rozpoczęło działalność przedstawicielstwo Regionu Kurdystanu w Polsce, zaś od 2012 roku w Irbilu funkcjonuje polski konsulat. 
W 2005 roku miała miejsce wizyta premiera Marka Belki w Irbilu, gdzie spotkał się z władzami Regionu Kurdystanu. Iracki Kurdystan odwiedzili także minister spraw zagranicznych Radosław Sikorski (2012) oraz minister pomocy humanitarnej Beata Kempa (2018). W lutym 2023 na marginesie Monachijskiej Konferencji Bezpieczeństwa doszło do rozmowy premiera Mateusza Morawieckiego z prezydentem Regionu Kurdystanu.
Jednym z filarów stosunków polsko-kurdyjskich jest współpraca na szczeblu samorządowym. W 2011 roku podpisano umowę o współpracy między Regionem Kurdystanu a województwem małopolskim. 
W 2019 roku miała miejsce polska misja gospodarcza do Regionu Kurdystanu organizowana przez Krajową Izbę Gospodarczą. W ramach misji polscy przedsiębiorcy odbyli szereg spotkań z przedstawicielami kurdyjskich władz i środowisk biznesowych.
Współpraca polsko-kurdyjska odnosi się także do obszaru nauki. W 2004 roku trzy uniwersytety kurdyjskie w Irbilu (Uniwersytet Saladyna), Sulejmani i Dahuk zawarły umowę o współpracy i wymianie naukowej z Uniwersytetem Jagiellońskim. W 2007 roku Uniwersytet Adama Mickiewicza zawarł umowy z Uniwersytetem Saladyna i Uniwersytetem As-Sulajmanijja, a w 2012 podpisano umowę o współpracy Politechniki Poznańskiej i Uniwersytetu w Duhok. Z uczelniami kurdyjskimi nawiązały współpracę także Uniwersytet Śląski i Akademia Mazowiecka w Płocku.
Od 2015 roku w ramach programu polskiej współpracy rozwojowej realizowane są działania z zakresu pomocy humanitarnej (m.in. zaopatrzenie w żywność, wsparcie uchodźców, ochrona zdrowia i edukacja).